# Восточний (Омутнінський район)
Восто́чний (рос. Восточный) — селище міського типу у складі Омутнінського району Кіровської області, Росія. Адміністративний центр та єдиний населений пункт Восточного міського поселення.

## Населення
Населення поселення становить 7052 особи (2017; 7117 у 2016, 7182 у 2015, 7175 у 2014, 7218 у 2013, 7253 у 2012, 7237 у 2010, 7861 у 2002).

## Історія
1958 року було прийнято рішення про будівництво хімічного заводу поблизу Омутнінська і вже 1968 року було здана в експлуатацію перша черга. Завод спеціалізувався на мікробіологічному синтезі і в через місяць були отримані перші партії продукції у промислових кількостях. 1969 року було отримано перші партії гігроміцину. 1973 року селище отримало статус селища міського типу. 1974 року завод став повністю рентабельним. Саме селище будувалось за генеральним планом: спочатку були зведені тимчасові бараки, а з 1970 року почалось капітальне будівництво. Всього у селищі було зведено 38 багатоповерхівок, 2 школи, 3 дитячих садки, будинок пристарілих, лікарня, бібліотека та готель. У 1990-их роках готель та один дитячий садок були закриті, була збудована Успенська церква.